# 黃玉書
黃玉書（1844年—1889年），又名毓堂，字瑞符，號笏庭，台灣彰化鹿港人，祖籍泉州晉江壁谷鄉。黃玉書曾補縣學生員，後於光緒二年（1876年）考中舉人，光緒己丑年（1889年），赴北京參加會試，再度中試，但因家事所連累，因此先行返台，無法繼續參加殿試，連帶導致其無法獲取進士資格。

## 家族
黃家祖先於康熙年間從福建泉州晉江壁谷鄉渡海來臺，開臺祖與二世祖皆為邑庠生，原居於草港，黃玉書之父黃英祥始遷居至鹿港泉州街。黃英祥與妻子許密娘育有4子，分別是黃毓慶、黃毓丁、黃毓堂和黃毓衡，三子黃毓堂即為黃玉書。

## 生平
黃玉書自幼家貧，但聰穎好學，在弱冠時補縣學生員，於歲試時屢屢獲取優等成績。光緒元年（1875年）適為恩榜，翌年赴福州參加鄉試中舉。
光緒十三年（1887年）臺灣建省。其與彰化仕紳蔡德芳、莊士勳、吳德功、吳鴻賓、鄭茂松、吳朝陽、吳恩波、黃炳奎、劉鳳翔、鄭景奇等22人共同聯署「建省會於鹿港議」，希望台灣巡撫劉銘傳將省會擇址於鹿港。該文由時任彰化縣知縣李嘉棠轉呈至劉銘傳，但立即被劉銘傳駁回。
光緒十二年（1886年）十二月十二日，湳底莊黃敏、黃汶丁兄弟率領七八十名黨徒闖入童生黃玉衡家中搶劫，並綁架其長子黃坤元、次子黃坤連。官府曾派出許多人開導黃敏兄弟，希望能贖回人質，後命令黃玉書「三次往諭，反覆譬曉」，但黃敏兄弟拒不釋放人質。後官員蔡麟祥攻打湳底莊，村民亦「相助攻擊」，終於將兩子尋獲。
光緒十四年（1888年）施九緞事件爆發。黃玉書私自進入彰化縣城打聽消息，但被李嘉棠圍擄，乘夜逃出城內。之後台灣布政使沈應奎命令吳德功通知鹿港仕紳到彰化縣城會面，蔡德芳、施家珍、施家藻、黃玉書、許肇清等人便動身前往縣城。
光緒己丑年（1889年）赴北京參加禮部會試，再度中試，但因其弟黃毓衡病重，因此先行返台，無法繼續參加殿試。之後其獲敕授文林郎，晉封承德郎。黃毓衡在同年7月過世後，黃玉書也在10月初突然逝世。其死因另有一說，指其因參與社頭人分配祖產，當中有人誣告他裁理不公，而被毒死於家中，享年46歲。其墓位於今鹿港廖厝里澎湖厝，人稱「黃進士墓」。
光緒年間，黃玉書擔任員林興賢書院山長（院長），辜顯榮曾在8歲至20歲時受教於其門下，研讀漢學。他在書院內的成績名列前茅，令黃玉書驚嘆萬分。

## 身後
黃玉書與其妻許匏娘育有4子，分別為：長子黃秀華（號繼昌）、次子黃秀實（號繼輝）、三子黃秀榮（號繼忠）、四子黃秀愷（號繼慈）；另外有一妾王狃，養育子孫有功。黃家子孫深受其教導影響，精通四書、古文，且黃秀榮曾在自家中辦學。黃家族人於臺灣日治初期由泉州街遷居至牛墟頭，經營食鹽配運及販賣阿片煙（鴉片煙），以支付大家族的開銷，1925年，黃家結束專賣事業，舉家遷回泉州街祖厝。
1944年，正逢黃玉書一百歲冥誕，鹿港黃家為紀念此事，因而舉行祭典，黃家族人亦撰寫追悼文，其中黃玉書之妻舅許存奏寫了一篇〈追悼先姊丈黃笏翁冥壽百歲祭典〉，內容敘述黃玉書之為人，並讚揚其科舉功名及後代。

## 墓地
黃玉書之墓於光緒壬辰年（1892年）興建，現位於鹿港澎湖厝地區的私人墓地內，當地居民稱此墓為「黃進士墓」。墳墓為二曲手格局，墓碑上寫著：
檗谷，光緒壬辰年葭月吉旦，皇清顯考敕授文林郎、晉封承德郎，號笏庭黃府君墓，男四大房祀。
墓碑兩旁有一對對聯，寫道：「澎湖新壽域、檗石舊家聲」，前一句指此墓位於澎湖厝。曲手立柱上有石獅雕刻，墓碑上有碑額、碑身之石材，碑額上方刻有螭虎團以及壽字，為淺浮雕。

## 進士爭議
《臺灣通志》一書將黃玉書紀作「光緒十五年進士」，但黃典權所著之〈清進士題名碑中之臺灣進士〉一文就沒有將之列入其中。事實上，黃玉書僅在光緒十五年（1889年）參加會試及第，但因家事所連累，導致其無法參加殿試，連帶無法取得進士資格。因此黃玉書應為「貢士」，而非進士。